# بروموس
بروموس (نام علمی: Brumus) نام یک سرده از تیره کفش‌دوزک است.